# Rayzamshah Wan Sofian
Rayzamshah Wan Sofian, talvolta accreditato come Rayzam Shah Wan Sofian (Keningau, 11 gennaio 1988), è un ostacolista malaysiano.

## Biografia
Nato nello stato di Sabah, Wan Sofian ha iniziato la propria carriera internazionale nell'atletica leggera nel 2006. Attivo soprattutto in ambito locale, ha vinto numerose medaglie ai Giochi del Sud-est asiatico. Ha preso parte a molte manifestazioni continentali, senza però mai riuscire a raggiungere il podio, e a tre edizioni dei Mondiali.

## Record nazionali
- 110 metri ostacoli: 13"67 (+1,7 m/s) ( Weinheim, 27 maggio 2017)

## Palmarès
| Anno | Manifestazione                    | Sede         | Evento      | Risultato  | Prestazione | Note |
| ---- | --------------------------------- | ------------ | ----------- | ---------- | ----------- | ---- |
| 2006 | Campionati asiatici juniores      | Macao        | 110 m hs    | Argento    | 13"84       |      |
| 2006 | Mondiali juniores                 | Pechino      | 110 m hs    | Semifinale | 13"95       |      |
| 2007 | Campionati asiatici               | Amman        | 100 m piani | Batteria   | 10"74       |      |
| 2007 | Campionati asiatici               | Amman        | 110 m hs    | Batteria   | 14"53       |      |
| 2007 | Giochi del Sud-est asiatico       | Korat        | 110 m hs    | Oro        | 13"91       |      |
| 2008 | Campionati asiatici indoor        | Doha         | 60 m hs     | 4º         | 8"01        |      |
| 2008 | Mondiali indoor                   | Valencia     | 60 m hs     | Batteria   | 8"26        |      |
| 2009 | Mondiali                          | Berlino      | 110 m hs    | Batteria   | 14"06       |      |
| 2011 | Campionati asiatici               | Kōbe         | 110 m hs    | 7º         | 14"03       |      |
| 2011 | Giochi del Sud-est asiatico       | Palembang    | 110 m hs    | Argento    | 13"86       |      |
| 2013 | Campionati asiatici               | Pune         | 110 m hs    | Batteria   | 14"28       |      |
| 2013 | Mondiali                          | Mosca        | 110 m hs    | Batteria   | 14"45       |      |
| 2013 | Giochi della solidarietà islamica | Palembang    | 110 m hs    | Bronzo     | 13"97       |      |
| 2013 | Giochi della solidarietà islamica | Palembang    | 4×100 m     | 4º         | 40"43       |      |
| 2013 | Giochi del Sud-est asiatico       | Naypyidaw    | 110 m hs    | Argento    | 14"00       |      |
| 2015 | Campionati asiatici               | Wuhan        | 110 m hs    | Batteria   | 14"11       |      |
| 2015 | Giochi del Sud-est asiatico       | Singapore    | 110 m hs    | Argento    | 13"97       |      |
| 2016 | Campionati asiatici indoor        | Doha         | 60 m hs     | Batteria   | 8"04        |      |
| 2017 | Campionati asiatici               | Bhubaneswar  | 110 m hs    | Batteria   | 14"03       |      |
| 2017 | Giochi del Sud-est asiatico       | Kuala Lumpur | 110 m hs    | Oro        | 13"83       |      |
| 2018 | Giochi del Commonwealth           | Gold Coast   | 110 m hs    | Batteria   | 14"03       |      |
| 2018 | Giochi asiatici                   | Giacarta     | 110 m hs    | Batteria   | 14"15       |      |
| 2019 | Giochi del Sud-est asiatico       | Manila       | 110 m hs    | Argento    | 13"97       |      |